# Mike Turner
Michael R. (Mike) Turner (ur. 11 stycznia 1960) – amerykański polityk, członek Partii Republikańskiej. Od 2003 roku jest przedstawicielem trzeciego okręgu wyborczego w stanie Ohio do Izby Reprezentantów Stanów Zjednoczonych.
W 2018 otrzymał czarnogórski Order Czarnogórskiej Wielkiej Gwiazdy.